# Вацлавик, Адам
Адам Вацлавик (род. 18 февраля 1994, Йилемнице, Восточночешский край) — чешский биатлонист, призёр Всемирной Универсиады 2019 года и юниорского чемпионата Европы 2014 года.

## Биография
Дебют на Кубке мира по биатлону для спортсмена состоялся в 2016 году. Тогда он приехал в Оберхоф в составе сборной Чехии по биатлону, где в спринте занял 75 место, не попав в пасьют. Однако сезон для него на этом не закончился. Спортсмен выступил и на следующем этапе Кубка мира, теперь уже в индивидуальной гонке, в которой занял 85 место. Позже в этом же сезоне спортсмен участвовал и на этапе Кубка в Италии, и в России.

## Статистика стартов

### Кубок мира по биатлону 2016/2017
В данной таблице указаны только те этапы КМ, на которых участвовал спортсмен. Надо отметить, что именно по этой причине в таблицу не вписан чешский Нове-Место-на-Мораве.
| Соревнование | Индивидуальная | Спринт | Преследование | Масс-старт | Эстафета | Смешанная эстафета |
| ------------ | -------------- | ------ | ------------- | ---------- | -------- | ------------------ |
| Эстерсунд    | 95             | 55     | 42            | —          | —        | —                  |
| Поклюка      | —              | 50     | 50            | —          | —        | —                  |
| Оберхоф      | —              | 18     | 33            | —          | —        | —                  |
| Рупольдинг   | —              | 30     | 40            | —          | —        | —                  |
| Антхольц     | 70             | —      | —             | —          | 30       | —                  |
| Пхёнчхан     | —              | 43     | 58            | —          | —        | —                  |

### Чемпионат Европы 2014 года
Ниже предоставлен медальный зачёт Адама Вацлавика на Юниорском Чемпионате Европы 2014 года.
| Страна         | Gold medal icon.svg | Silver medal icon.svg | Bronze medal icon.svg | Всего |
| -------------- | ------------------- | --------------------- | --------------------- | ----- |
| Спринт         | —                   | 1                     | —                     | 1     |
| Пасьют         | —                   | —                     | 1                     | 1     |
| Индивид. гонка | —                   | —                     | —                     | —     |
| Эстафета       | —                   | —                     | —                     | —     |
| Смеш. эстафета | —                   | —                     | —                     | —     |

## Точность стрельбы
По некоторым данным, вероятность попадания для этого спортсмена при стрельбе лёжа — 72 %, а при стрельбе стоя — 66 %.
Лучший показатель спортсмена на Кубке мира по биатлону 2016/2017 это 13 место в составе эстафеты, которая прошла в рамках этапа КМ в Италии. Лучшим показателем на Кубке мира 2016/2017 в личных гонках является 17 место в Оберхофе, где прошла спринтерская гонка. В этой личной гонке Адам финишировал с отставанием размером с 1 минуту и 14 секунд.